# Verre correcteur
Un verre correcteur est une lentille optique portée devant l'œil, principalement pour corriger les amétropies : myopie, hypermétropie, astigmatisme et presbytie.
Les lunettes sont portées à une faible distance des yeux. Les lentilles de contact sont portées directement à la surface de l'œil. Les lentilles intraoculaires sont implantées chirurgicalement, majoritairement pour corriger la cataracte.
La myopie est corrigée par une lentille divergente, l'hypermétropie par une lentille convergente, l'astigmatisme par une lentille torique (qui peut être divergente, convergente ou les deux), et la presbytie par une lentille progressive (dont la correction varie).

## Prescription des verres correcteurs
Les verres correcteurs sont prescrits, en France, par un ophtalmologue. Dans divers pays les opticiens ou les optométristes peuvent prescrire les verres correcteurs. L'ordonnance contient les principaux paramètres de correction : puissance pour chaque œil pour la vision de loin (ou de près), correction pour l'astigmatisme de chaque œil, supplément de correction pour la vision de près.
En France, les opticiens peuvent délivrer des lunettes sans prescription médicale, sous certaines conditions. Dans le contexte actuel de déclin du nombre des ophtalmologistes, parallèle à l'allongement des délais d’attente pour obtenir un rendez-vous et alors que le vieillissement de la population devrait se traduire par une augmentation des besoins en soins oculaires par les ophtalmologistes, l’article 54 de la loi n° 2006-1640 du 21 décembre 2006 de financement de la Sécurité sociale et ses décrets d’application ont permis aux opticiens lunetiers d’adapter, dans le cadre d'un renouvellement, les prescriptions médicales initiales de verres correcteurs datant de moins de 3 ans (à l'exclusion de celles établies pour les personnes âgées de moins de 16 ans et sauf opposition du médecin). En 2007, un décret a précisé les conditions d’adaptation par l’opticien-lunetier de la prescription médicale initiale. À la demande du ministère de la Santé, la Haute Autorité de santé a publié en mars 2011 des recommandations de bonne pratique sur les « Troubles de la réfraction : délivrance de verres correcteurs par les opticiens dans le cadre d’un renouvellement ».
Le décret n° 2016-1381 du octobre 2016 modifie la durée de validité des prescriptions médicales de verres correcteurs et par conséquent la période pendant laquelle les opticiens peuvent adapter la correction à la suite d'un examen de vue. Pour les patients de moins de 16 ans, les ordonnances restent valables un an et ne peuvent être modifiées. Pour les patients âgés de 16 à 42 ans, les ordonnances sont valables pendant 5 ans ; l'opticien n'est cependant pas habilité à décider du premier passage en verre progressifs. Au-delà de 42 ans, les ordonnances sont à nouveau valables pendant un maximum de 3 ans.
Ces recommandations visent à donner aux opticiens un référentiel sur les situations dans lesquelles l’opticien doit orienter le patient vers l’ophtalmologiste avant délivrance de verres correcteurs et à donner aux ophtalmologistes un référentiel sur les situations pathologiques justifiant que le médecin s’oppose à la délivrance, après adaptation par un opticien dans les conditions prévues par le Code de la santé Publique.
Les mesures d'écartement entre les yeux (écart interpupillaire) et des données de centrage sont faites par les opticiens de façon à centrer parfaitement les verres en fonction des lunettes choisies et de la position des yeux.

## Géométrie du verre
Un verre dont les deux faces sont parallèles (le verre peut être plat ou les deux faces peuvent avoir la même courbure) est dit afocal ou plan et ne corrige aucun défaut de vison. Le verre peut aussi être sphérique, cylindrique, sphérocylindrique ou torique.

### Composition sphérique de la correction
La puissance des verres, mesurée en dioptries (δ), est obtenue par la forme sphérique de la lentille. Une puissance convergente (indiquée positivement : ex +4 δ) focalise la lumière pour corriger l'hypermétropie ou pour faciliter la lecture et corriger la presbytie.
À l'opposé, une puissance divergente est négative (ex : −3,75 δ) et corrige la myopie.

### Composition cylindrique de la correction
L'astigmatisme nécessite une correction différente suivant la direction (par exemple corrections horizontale et verticale différentes).
Cette correction s'obtient par des déformations cylindriques du verre (en complément de la forme sphérique décrite plus haut).
Cette correction est positive lorsque le nombre de dioptries du cylindre s'ajoute à la correction sphérique (ou augmente la convergence). Les opticiens et les verriers utilisent généralement un cylindre positif lors de l'enregistrement, de la commande et de la fabrication des verres correcteurs.
Une correction cylindrique négative, au contraire indique une correction plus divergente que la correction sphérique. Les ophtalmologistes, les optométristes, les orthoptistes et les opticiens utilisent généralement un cylindre négatif lors de la mesure de la correction et de la rédaction des ordonnances ou de leur adaptation.
Une correction cylindrique est systématiquement accompagnée d'un axe compris entre 0° et 180° qui définit l'orientation d'astigmatisme.

## Lunettes sansordonnance
Une faible presbytie peut être corrigée par des lunettes de lecture qui ne corrigent que la vision de près (jusqu'à 40 cm environ).
Ces lunettes sont disponibles en libre service à différents grossissements en général compris entre +1 δ et +4 δ.
Il vaut mieux vérifier auprès d'un ophtalmologiste que ce type de lunettes est approprié car le centrage des verres étant standardisé lors de la fabrication, il peut ne pas être adapté et provoquer des troubles visuels ou des migraines.

## Type de lentille correctrice

### Unifocale
Distance focale fixe. Le plus simple à fabriquer. Corrige une focale : vision de loin ou vision de près.

### Multifocale

#### Bifocale
Anciens verres type double foyer séparés par une ligne horizontale (« Executive ») ou par une pastille (aussi appelé segment). Corrige deux focales : vision de loin et vision de près.

#### Trifocale
Les verres dits tri-focaux, plus communément appelé triples foyers permettent d'obtenir sur un même verre trois puissances différentes correspondant, de haut en bas sur le verre à la vision de loin, la vision intermédiaire et la vision de près. Bien que toujours existants, ces équipements se font de plus en plus rares de nos jours du fait des progrès réalisés sur les verres progressifs qui permettent aujourd'hui une vision nette à toutes distances et un confort satisfaisant.

### Progressive
Verres pour les presbytes. Vision plus limitée sur les côtés. Nécessite une certaine habitude et plus de mouvement de l'œil. Les verres progressifs remplacent de plus en plus les verres bifocaux et tri-focaux. Les verres progressifs sont plus esthétiques, néanmoins, ils sont sensiblement plus chers car beaucoup plus complexes à fabriquer.

### Asphérique
Distance focale variable selon l'écart par rapport au centre optique. Compense les défauts géométriques en bordure des verres dus à des corrections plus fortes. Suppression des déformations en coussinet ou en barillet. Nécessite un centrage parfait des deux pupilles en vis-à-vis du centre des verres. Ce verre nécessite un montage de précision par l'opticien mais donne de très bons résultats et un confort visuel exceptionnel notamment pour les hypermétropes.
Dans le cas de l'hypermétropie, le verre asphérique permet d'obtenir, pour une même correction, un verre sensiblement plus fin qu'un verre sphérique de même indice ; il est donc recommandé pour les hypermétropies les plus fortes (à partir de +4 δ). En cas de fort astigmatisme, les verres asphériques permettent également d'obtenir un verre plus fin qu'un verre sphéro-cylindrique de même indice.
Les lentilles progressives sont toujours asphériques.

## Forme de la lentille optique

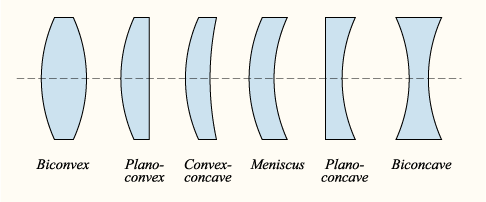
Forme usuelle des lentilles

Le verre correcteur est une lentille de type ménisque dont chaque face a un rayon de courbure différent. La différence de rayon de courbure entre la face avant et la face arrière indique la puissance de la correction.
- La courbure de la face avant est supérieure à celle de la face arrière pour corriger l'hypermétropie et la presbytie.
- C'est l'opposé pour la myopie.

## Indice de réfraction
L'indice de réfraction est en général donné pour la lumière jaune He des raies de Fraunhofer, en abrégé nd. Les matériaux sont classés en fonction de leur indice de réfraction de la façon suivante :
- indice normal - 1,48 ≤ nd < 1,54 ;
- indice moyen - 1,54 ≤ nd < 1,60 ;
- haut indice - 1,60 ≤ nd < 1,74 ;
- très haut indice - nd ≥ 1,74.

Plus l'indice est élevé plus le verre sera mince, et à égalité de densité plus il sera léger. Un indice plus fort se traduit cependant souvent par une densité plus élevée (notamment dans le cas des verres organiques qui représentent l'ultra majorité des verres correcteurs commercialisés), le gain d'épaisseur doit donc être suffisamment important pour justifier l'augmentation de l'indice.
Un indice élevé permet d'obtenir des verres plus minces sur les bords ou au centre, et donc une meilleure esthétique, surtout pour les fortes correction de myopies ou d'hypermétropie.
Par contre, un indice élevé entraîne les inconvénients suivants :
- un nombre d'Abbe plus faible et donc des aberrations chromatiques qui peuvent provoquer une vision de plus mauvaise qualité plus la vision s'éloigne du centre optique du verre et éventuellement des maux de tête ;
- la nécessité d'y associer un traitement de surface antireflet, pour augmenter la transmission lumineuse à l’œil et diminuer les effets de lumière parasites.

## Qualité optique

### Nombre d'Abbe
Le nombre d'Abbe ou constringence d'un verre optique sert à en déterminer la dispersion, c'est-à-dire la variation de l'indice de réfraction avec la longueur d'onde. Il quantifie l'aberration chromatique transversale du verre, définie par une formule mathématique inventée par Ernst Abbe.
Plus la constringence est élevée, moins le verre présente de dispersion chromatique.
Un nombre d'Abbe compris entre 39 et 60 détermine un aberration chromatique modérée à excellente et est donc souhaitable.

### Aberrations géométriques des lentilles
Les principaux défauts des lentilles sont :
- l'aberration sphérique ;
- l'aberration de Coma ;
- l'astigmatisme ;
- les distorsions géométriques.

## Poids et esthétique des verres
Pour les corrections moyennes (3 δ) à fortes (6 δ), choisir un verre d'indice 1,6 ou supérieur peut faire diminuer l'épaisseur du verre de plus de 30 %. Pour les plus fortes correction de myopies ou d'hypermétropie, à partir de -8 δ ou de +6 δ, les indices 1,67 et 1,74 peuvent être conseillés, l'épaisseur au bord pouvant être divisée par 2 par rapport à un verre standard de myope par exemple.

## Matériaux

### Verre minéral
Le verre minéral est fabriqué à partir de la silice. Il présente une excellente qualité optique et une résistance à la rayure très élevée mais aussi des inconvénients majeurs. Lourd surtout quand on augmente l'indice de réfraction du verre car on inclut des sels de métaux lourds. Sa densité peut aller jusqu'à trois fois celle d'un verre organique. Le verre minéral est très fragile et se casse facilement en cas de choc, il est donc considéré comme dangereux car il présente un risque de blessures de l'œil. Il est interdit à la vente pour les personnes de moins de 18 ans. Faible protection contre les UV (coupure UV de 335 nm pour l'indice 1,5).
En voie de disparition depuis les années 1990, il représente moins de 5 % des ventes totales. On les utilise encore aujourd'hui beaucoup dans l'optique non correctrice solaire haut de gamme pour leur résistance à la rayure. En optique correctrice, les verres minéraux de très hauts indices sont encore utilisés pour les corrections les plus fortes (par exemple, dans le cas d'une myopie de -20 δ).

### Verre organiqueCR 39
CR39 est le nom du brevet américain (Colombia Resin N° 39) déposé par PPG pour qualifier le verre ophtalmique organique (ou plastique) d'indice 1,50. Inventé avant 1940. Nom commercial ORGA 15, Essilor ORMA, Hoya CR39, etc. C'est un polymère thermodur, le poly(diéthylène glycol bisallylcarbonate).
Qualités : très bonne qualité optique sans déformation géométrique avec une constringence ou nombre d'Abbe de 58, la meilleure qui existe pour des verres de lunettes organiques. Matière légère et relativement résistante à la casse. Existe en sphérique ou asphérique.
Défauts : faible résistance mécanique au perçage. Épaisseur importante si correction élevée. Faible protection UV pour l'organique d'indice 1,49 (coupure UV jusqu'à 355 nm).
Matériau le plus vendu aujourd'hui. Il présente le meilleur rapport qualité-prix et convient à la vaste majorité des prescriptions.

### MR8
Verre organique présentant un bon compromis constringence-indice-résistance-prix. Deuxième matière la plus vendue après le CR39. Constringence 42, indice 1,6. Existe en sphérique ou asphérique. Tous types de traitements de surface disponibles. Meilleure résistance mécanique aux chocs que le CR39 (huit fois plus résistant). Conseillé pour les montures percées. Bonne protection UV.

### Trivex
Matériau développé par PPG. Appelé aussi PNX. Constringence 43. Indice 1,53, protection UV à 100 %. C'est un verre presque aussi résistant que le polycarbonate, qui ne craint pas les solvants chimique acétone ou alcool contrairement au polycarbonate[réf. nécessaire], et qui ne se fissure pas sur les points de fixation des montures percées. Ce matériau reste aujourd'hui peu répandu ; ses caractéristiques sont proches du MR8 mais il est moins aminci et son prix est généralement plus élevé. De plus, certains verriers ne proposent pas de verres en trivex à leur catalogue.

### Polycarbonate de bisphenol A
Nom commercial Essilor AIRWEAR par exemple. Qualité optique médiocre car constringence faible de 32. Indice 1,59. Protection UV totale (coupure UV à 380 nm). Initialement conseillé pour les montures percées, il est peu à peu remplacé par le MR 8. Peut gêner fortement certains yeux à cause des aberrations chromatiques sur les bords. Craint les agressions des solvants chimiques de type acétone ou alcool. Utilisé surtout pour les lunettes de sécurité dans les conditions mécaniques ou chimiques extrêmes, on le trouve également dans la quasi-totalité des équipements de sport à la vue. Ce matériau compose aussi les boucliers des CRS, des casques, des abribus, les glaces lisses de phare de voiture moderne et la papamobile. Le polycarbonate est également très sensible à la rayure si non traité.

### Organiques à indice élevé
- Indice de réfraction (Nd) : 1,60, 1,67 et 1,74
- Constringence : 42 à 32 (Vd)
- Densité : 1,3 à 1,5 g/cm3
- Coupure UV : 380 à 400 nm

Les plastiques à indice élevé comme le polythiouréthane permettent des verres plus minces. Mais les verres sont proportionnellement plus lourds car la densité du plastique est plus élevée. Leur constringence, faible à moyenne, est compensée par le gain d'épaisseur notable pour des très fortes corrections, l'avantage de la minceur étant plus important esthétiquement que les aberrations chromatiques aux yeux des utilisateurs.

### Table de propriété des matériaux
| Matière plastique    | Indice (Nd) | Nombre d'Abbe (Vd) | Densité | UVB/ UVA      | Lumière réfléchie (%) | Épaisseur minimale typ/min (mm) | Remarque                                                                         |
| -------------------- | ----------- | ------------------ | ------- | ------------- | --------------------- | ------------------------------- | -------------------------------------------------------------------------------- |
| Transitions          | 1,50        | 58                 | 1,27    | 100 % / 100 % | 7,92                  |                                 |                                                                                  |
| CR-39 Hard Resin     | 1,50        | 58                 | 1,32    | 100 % / 90 %  | 7,97                  | ?/2,0                           | Propriété de PPG                                                                 |
| PPG Trivex (Average) | 1,53        | 44                 | 1,11    | 100 % / 100 % | 8,70                  | ?/1,0                           | Propriété de PPG, HOYA PNX                                                       |
| SOLA Spectralite     | 1,54        | 47                 | 1,21    | 100 % / 98 %  | 8,96                  |                                 |                                                                                  |
| Essilor Ormex        | 1,56        | 37                 | 1,23    | 100 % / 100 % | 9,52                  |                                 | plus distribué                                                                   |
| Polycarbonate        | 1,59        | 30                 | 1,20    | 100 % / 100 % | 10,27                 | ?/1,5                           | Tegra (Vision-Ease) Airwear (Essilor) Ultralite (AO) FeatherWates (LensCrafters) |
| MR-8 1.6 Plastic     | 1,6         | 41                 | 1,30    | 100 % / 100 % | 10,43                 |                                 | Zeiss Clarlet 16, HOYA Eyas 1.6                                                  |
| MR-6 1.6 Plastic     | 1,6         | 36                 | 1,34    | 100 % / 100 % | 10,57                 |                                 |                                                                                  |
| SOLA Finalite        | 1,60        | 42                 | 1,22    | 100 % / 100 % | 10,65                 |                                 |                                                                                  |
| MR-7 1.67 Plastic    | 1,66        | 32                 | 1,35    | 100 % / 100 % | 12,26                 |                                 |                                                                                  |
| SOLA Milite          | 1,66        | 32                 | 1,35    | 100 % / 100 % | 12,26                 |                                 |                                                                                  |
| MR-10 1.67 Plastic   | 1,66        | 32                 | 1,37    | 100 % / 100 % | 12,34                 |                                 |                                                                                  |
| Nikon 4 Plastic NL4  | 1,67        | 32                 | 1,35    | 100 % / 100 % |                       |                                 |                                                                                  |
| Hoya Eyry            | 1,70        | 36                 | 1,41    | 100 % / 100 % | 13,44                 | ?/1,5                           | plus distribué                                                                   |
| MR-174 1.74 Plastic  | 1,73        | 33                 | 1,47    | 100 % / 100 % | 14,36                 |                                 | Hyperindex 174 (Optima)                                                          |
| Nikon 5 Plastic NL5  | 1,74        | 33                 | 1,46    | 100 % / 100 % |                       |                                 |                                                                                  |

| Verre           | Indice (Nd) | Nombre d'Abbe (Vd) | Densité | UVB/ UVA     | Lumière réfléchie (%) | Épaisseur minimale typ/min (mm) | Remarque                                   |
| --------------- | ----------- | ------------------ | ------- | ------------ | --------------------- | ------------------------------- | ------------------------------------------ |
| Verre Crown     | 1,525       | 59                 | 2,54    | 79 % / 20 %  | 8,59                  |                                 |                                            |
| PhotoGray Extra | 1,523       | 57                 | 2,41    | 100 % / 97 % | 8,59                  |                                 |                                            |
| 1.6 Glass       | 1,604       | 40                 | 2,62    | 100 % / 61 % | 10,68                 |                                 | Zeiss Uropal, VisionEase, X-Cel            |
| 1.7 Glass       | 1,706       | 30                 | 2,93    | 100 % / 76 % | 13,47                 |                                 | Zeiss Tital, X-Cel, VisionEase, Phillips   |
| 1.8 Glass       | 1,800       | 25                 | 3,37    | 100 % / 81 % | 16,47                 |                                 | Zeiss Lantal, X-Cell, Phillips, VisionEase |
| 1.9 Glass       | 1,893       | 31                 | 4,02    | 100 % / 76 % | 18,85                 |                                 | Zeiss Lantal                               |

## Traitements des verres correcteurs

### Traitement antireflet
Le traitement antireflet apporte de nombreux avantages :
- disparition des anneaux myopiques[C'est-à-dire ?] ;
- disparition des images fantômes et reflets parasites (phares de voiture la nuit) ;
- plus de transmission de lumière dans l'œil (meilleure définition visuelle).

Il existe aussi des inconvénients :
- reflets résiduels de couleur, souvent verts ou bleu-violets (pour les multicouches) ;
- la fiabilité dans le temps mais qui s'est beaucoup amélioré ces dernières années ;
- le prix qui peut fortement augmenter suivant le type de traitement.
- difficultés d'entretien dû à la meilleure transparence.

Fabrication :
Superposition de couches d'oxydes minces sous vide, par procédé de sublimation grâce à une « pulvérisation ionique ». La valeur théorique de l'indice de la couche mince doit être égale à la racine carré de l'indice de la matière à protéger des reflets. Or, il n'existe pas de matériau permettant de satisfaire cette condition pour des verres d'indice inférieur à 1,8 environ. C'est pourquoi plusieurs couches doivent être déposées pour obtenir un traitement suffisant.

### Traitement anti-UV
Traitement spécifique à l'organique d'indice de réfraction 1,5, entraînant une légère teinte ambrée (entre 3 et 5 %) permettant au matériau de couper les UV jusqu'à 400 nm.
Certains traitements antireflets haut de gamme sont également composés d'une couche anti-UV permettant une absorption des UV par le matériau en face arrière du verre. Le nom commercial du verre permet généralement de savoir si cette couche est présente ou non (Crizal Forte UV pour Essilor, Neva Max UV pour BBGR, Perfekt UV pour Krys, etc.).

### Traitement pour limiter les rayures
Vernis protecteur pour les verres organiques de tous indices et le polycarbonate, limitant l'apparition de rayures, dues pour l'essentiel au nettoyage des verres et limitant ainsi leur perception par le porteur. La plupart des verres en matière organique, polycarbonate ou à haut indice organique disposent d'un traitement de surface durcisseur appliqué systématiquement.
Nettoyage sans risque de rayures :
1. Prélavage à l'eau froide ou au plus tiède pour retirer la poussière sans toucher les verres. L'eau chaude est à proscrire pour limiter les risques de chocs thermiques sur les traitements de surface (notamment antireflet) ;
2. Pulvérisation sur chacune des faces de produit nettoyant spécifique (ce sont des solutions d'alcool modifiée qui éliminent les traces grasses). Alternativement et en l'absence de produit spécifique, frotter les surfaces des verres avec du savon liquide, éviter absolument les produits à vaisselle, pour nettoyer. Un nettoyage avec un produit non spécifique nécessite une rinçage à l'eau froide ou au plus tiède pour éliminer les traces ;
3. Essuyage avec un tissu doux, type microfibre ou linge de coton aux fibres douces. Les mouchoirs en papier sont également très efficaces. L'essuie-tout est à proscrire car ses fibres peuvent être agressives.

### Traitement antisalissures
Traitement aux fonctions multiples :
- antistatique évitant à la poussière de se coller aux surfaces avant et arrière du verre. Permet d'augmenter la longévité du verre ;
- hydrophobe évitant que les gouttes d'eau n'adhèrent aux surfaces des verres. Permet un essuyage plus rapide et une élimination un peu plus rapide de la buée ;
- oléophobe évitant que des dépôts gras (traces de doigt, sébum de la peau...) n'adhèrent sur les surfaces du verre. Permet un nettoyage plus facile.